# Остерхаузен (Айслебен)
Остерхаузен (нем. Osterhausen) — община в Германии, в земле Саксония-Анхальт.
Входит в состав района Мансфельд. Подчиняется управлению Лутерштадт Айслебен. Население составляет 1052 человека (на 31 декабря 2006 года). Занимает площадь 16,51 км².